# Strip (Unix)
En Unix, Plan 9 y sistemas operativos similares a Unix, el programa strip elimina la información de los programas binarios ejecutables y de los archivos objeto que no es esencial o necesaria para una ejecución normal y correcta, con lo que se consigue potencialmente un mejor rendimiento y, en ocasiones, un uso significativamente menor del espacio en disco. El archivo resultante también se conoce como stripped binary en inglés.

## Detalles
La información eliminada puede consistir en información de depuración y símbolos; sin embargo, la especificación Unix deja el alcance de los cambios en el binario en manos del implementador del programa.
Además, el uso de strip puede mejorar la seguridad del binario frente a la ingeniería inversa, ya que sería comparativamente más difícil analizar un binario sin la información extra que, de otro modo, se eliminaría.
El efecto de strip puede conseguirse directamente mediante el enlazador. Por ejemplo, en GNU Compiler Collection esta opción es "-s".
El Proyecto GNU distribuye una implementación de strip como parte del paquete GNU Binutils. strip ha sido portado a otros sistemas operativos incluyendo Microsoft Windows.